# Черевкі (Підляське воєводство)
Черевкі (пол. Czerewki) — село в Польщі, у гміні Юхновець-Косьцельний Білостоцького повіту Підляського воєводства.
Населення — 157 осіб (2011).
У 1975-1998 роках село належало до Білостоцького воєводства.

## Демографія
Демографічна структура станом на 31 березня 2011 року:
|          | Загалом | Допрацездатний вік | Працездатний вік | Постпрацездатний вік |
| -------- | ------- | ------------------ | ---------------- | -------------------- |
| Чоловіки | 76      | 3                  | 39               | 34                   |
| Жінки    | 81      | 1                  | 19               | 61                   |
| Разом    | 157     | 4                  | 58               | 95                   |